# 리버스: 1999
리버스: 1999(Reverse: 1999, 중국어: 重返未来: 1999)는 블루포치(Bluepoch)에서 개발한 턴 기반 전술 롤플레잉 비디오 게임이다. 이 게임은 2023년 5월 31일부터 중국에서 출시되었으며 2023년 10월 26일 전 세계에 출시되었다.

## 줄거리
마법이 존재하는 우주를 배경으로 인간은 아케인의 힘을 사용할 수 있는 마법 사용자 종족인 아케이니스트와 나란히 살아가고 있다. 1999년 마지막 날 23시 59분, "폭풍"으로 알려진 신비한 현상으로 인해 닿는 모든 것이 사라지거나 "역전"된다. 그 결과, 1999년을 넘어서는 시간이 흐르지 않고 역사 전반에 걸쳐 다양한 시대가 사라지고 있다.
플레이어는 인류를 보호하는 비전술사 조직인 세인트 파블로프 재단(St. Pavlov Foundation)의 영국 비전술사인 타임키퍼 버틴을 조종한다. 폭풍에 면역인 유일한 사람인 그녀는 시간을 초월하여 여행할 수 있으며 자신이 돌보는 사람들을 폭풍으로부터 보호할 수 있다. 버틴의 시간은 다른 시대를 거쳐 다른 나라의 비전술사를 모집하고 폭풍에 대한 진실을 배우려고 노력하면서 폭풍의 힘을 사용하여 다시 쓰려는 비전술사 우월주의 그룹인 마누스 빈딕타에(Manus Vindictae)를 포함한 다른 비전술사와 싸워야 한다.

## 전투
리버스: 1999는 카드 시스템을 중심으로 전투가 설계된 턴제 RPG이다. 각 캐릭터는 고유한 패시브 스킬, 주문 카드 2장, 궁극기 카드 1장을 가지고 있다. 각 카드의 범위는 1~3개의 별 레벨이며, 플레이어는 동일한 별이 있는 카드를 병합하여 더 높은 별 레벨로 승격시키고 추가 피해를 입힐 수 있다.
각 캐릭터는 현실 또는 정신적 손상을 처리하는 6가지 아플라투스(Afflatus, 즉 광물, 야수, 식물, 별, 정신 및 지능) 중 하나로 분류된다. 주기적으로 상호작용하며 약한 아플라투스의 적에게 30% 더 많은 피해를 준다. 추가로 정신과 지능은 서로에게 30% 더 많은 피해를 입힌다.
AP 비용 없이 적시에 카드 무작위화 또는 업그레이드를 통해 종합적인 전략을 수립할 수 있는 "튜닝 스킬" 2세트도 있다.
전투에서는 한 번에 3명의 캐릭터만 있을 수 있으며(일부 특별한 경우는 제외), 캐릭터가 패배하면 네 번째 캐릭터가 대체 캐릭터로 표시된다.

## 개발
게임의 첫 번째 베타 테스트는 2022년 1월 7일에 시작되었고, 두 번째 베타 테스트는 2022년 6월 10일에 시작되었다. 2023년 3월 23일, 리버스: 1999는 ISBN을 부여받았다. 이는 중국 본토에서의 공식 출시 허가를 의미한다. 이 게임은 4월 14일에 세 번째 베타 테스트를 시작한 후 2023년 5월 31일 중국에서 공식 출시되었다. 글로벌 버전 베타 테스트는 2023년 8월 4일부터 13일까지 진행되었으며 게임은 2023년 10월 26일에 완전히 출시되었다.